# Мария Антония Испанская
Мари́я Анто́ния Ферна́нда Испа́нская (исп. María Antonia Fernanda de España; 17 ноября 1729, Севилья — 19 сентября 1785, Монкальери) — испанская инфанта, в замужестве — королева Сардинии.

## Биография
Мария Антония Фернанда Испанская родилась в королевском дворце в Севилье во время заключения мирного договора, завершившего англо-испанскую войну; была младшей дочерью короля Испании Филиппа V и его второй жены Изабеллы Фарнезе. Принцесса была крещена под именами Мария и Антония, а имя Фернанда девочка получила позднее в честь своего единокровного брата и тогдашнего наследника престола — Фердинанда. Будучи дочерью испанского короля, Мария Антония с рождения носила титул инфанты и именовалась Её Королевское высочество. Детство Марии Антонии до 1733 года проходило в Севилье, затем девочку перевезли в Мадрид.
Планировалась двойная свадьба Марии Антонии и её брата Филиппа с французским дофином Людовиком Фердинандом и его старшей сестрой Луизой Елизаветой соответственно; мать Марии Антонии дала согласие на оба брака, однако настаивала на том, что её дочь выйдет замуж по достижении более зрелого возраста. Такой вариант не устраивал дофина и в 1744 году он женился на старшей сестре инфанты — Марии Терезе. После смерти Марии Терезы в 1746 году новый король Испании Фердинанд VI возобновил переговоры о браке Марии Антонии с французским дофином, однако король Людовик XV отверг эту идею и дофин женился на саксонской принцессе Марии Жозефе. Старший брат Марии Жозефы Фридрих Кристиан также желал жениться на Марии Антонии, однако успеха не достиг.
12 апреля 1750 года в Мадриде между Марией Антонией и Виктором Амадеем, герцогом Савойским, старшим сыном сардинского короля Карла Эммануила III и его второй жены Поликсены Гессен-Рейнфельс-Ротенбургской, был заключён брак по доверенности; другая церемония состоялась 31 мая в Ульксе. Брак был организован царственным братом Марии Антонии и был призван укрепить отношения между Мадридом и Турином, оказавшимися по разные стороны баррикад во время войны за австрийское наследство. Специально к свадьбе композитор Бальдассаре Галуппи написал несколько опер. В качестве свадебного подарка апартаменты герцогини Савойской в туринском Палаццо Реале были перестроены по проекту Бенедетто Альфьери. В приданое Мария Антония получила 3,5 миллиона пьемонтских лир, а также испанские владения в Милане.
Брак не был популярен при савойском дворе, тем не менее, Мария Антония и Виктор Амадей были счастливы в браке. С момента заключения брака и до восшествия Виктора Амадея на сардинский престол Мария Антония носила титул Её Королевское высочество герцогиня Савойская. Герцогская чета окружала себя современными мыслителями и деятелями различных политических направлений. Мария Антония принесла к савойскому двору строгий испанский этикет; герцогиня была очень религиозной, а современники описывали её как личность холодную и в то же время застенчивую. По разным данным, Мария Антония стала матерью девяти/двенадцати детей, из которых только двое имели потомство.
Свёкор Марии Антонии умер в 1773 году и её супруг стал королём Сардинии, а наследником престола их старший сын Карл Эммануил. В 1773 году Карл Эммануил женился на дочери французского дофина Марии Клотильде. Мария Антония и Мария Клотильда были очень близки. Мария Антония скончалась в сентябре 1785 года в замке Монкальери в одноимённом пригороде Турина и была похоронена в королевской базилике Суперга. Виктор Амадей умер в 1796 году, будучи вдовцом.

## Семья
В браке c Виктором Амадеем III у Марии Антонии родилось девять детей:
- Карл Эммануил Фердинанд Мария (24 мая 1751 — 6 октября 1819) — король Сардинии и Пьемонта; был женат на Марии Клотильде, дочери французского дофина Людовика Фердинанда и Марии Жозефы Саксонской. Детей не имел[16].
- Мария Жозефина Луиза (2 сентября 1753 — 13 ноября 1810) — была замужем за французским королём в изгнании Людовиком XVIII. Детей не имела[16].
- Мария Тереза (31 января 1756 — 2 июня 1805) — была замужем за Шарлем Филиппом, графом Артуа, который в 1824 году взошёл на французский престол под именем Карла X. В браке с Шарлем Мария Терезия родила двоих сыновей и двоих дочерей[16].
- Мария Анна Каролина Карлотта Габриэлла (17 декабря 1757 — 11 октября 1824) — была замужем за своим дядей Бенедиктом Савойским, герцогом Шабле. Детей не имела[15].
- Виктор Эммануил (27 июля 1759 — 10 января 1824) — король Сардинии и Пьемонта; был женат на Марии Терезе, дочери австрийского эрцгерцога Фердинанда и Марии Беатриче д’Эсте. В браке с Марией Терезой у Виктора Эммануила родилось пять дочерей и один сын, который умер в младенчестве[17].
- Маурицио Джузеппе Мария (13 декабря 1762 — 2 сентября 1799) — герцог Монферрат; женат не был, детей не имел[15].
- Мария Каролина Антуанетта Аделаида (17 января 1764 — 28 декабря 1782) — была замужем за саксонским принцем Антоном, который в 1827 году стал кролём Саксонии. Детей не имела[16].
- Карл Феликс Джузеппе Мария (6 апреля 1765 — 27 апреля 1831) — король Сардинии и Пьемонта; был женат на Марии Кристине, дочери сицилийского короля Фердинанда I и Марии Каролины Австрийской. Детей не имел[18].
- Джузеппе Бенедетто Мария Пласидо (5 октября 1766 — 29 октября 1802) — граф Морьенна и Асти; женат не был, детей не имел[15].

Также, согласно некоторым источникам, у королевской четы было трое детей, умерших в детстве или младенчестве: Мария Елизавета Карлотта (16 июля 1752 — 17 апреля 1753), Амадей Александр (5 октября 1754 — 29 апреля 1755) и Мария Кристина Жозефина (21 ноября 1760 — 19 мая 1768).

## Комментарии
1. ↑  Брачный контракт был подписан 13 декабря 1744 года; свадьбу по доверенности отпраздновали в Мадриде 18 декабря того же года, а торжество, на котором лично присутствовали жених и невеста, прошло в Версале 23 февраля 1745 года.